# Parti radical démocratique ukrainien
Le Parti radical démocratique ukrainien (UDRP) est un parti politique ukrainien de tendance libérale, fondé à Kiev en décembre 1905, à la suite de la fusion entre le Parti démocratique ukrainien (UDP) et le Parti radical ukrainien de Kiev. Ce parti comporta un nombre important de l'intelligentsia ukrainienne dont Mykhaïlo Hrouchevsky.
Le parti adopta une version révisée du programme de l'URP en écartant la clause concernant l'indépendance. L'opinion du Parti s'exprima notamment dans Hromads’ka dumka, et Ridnyi krai. Beaucoup de ses membres furent représentés au sein de la Douma russe. 
Mais au début de l'année 1908, l'UDRP se désintégra et beaucoup de ses membres rejoignirent la société clandestine des progressistes ukrainiens dont Mykhaïlo Hrouchevsky fut l'un des fondateurs et le chef.